# Enrique Orozco Fajardo
Enrique Orozco Fajardo, (Olvera, 12 de marzo de 1912 - Sevilla, 31 de mayo de 2004) fue un cantaor de flamenco español. 
Nace en Olvera,  pero pronto abandona su pueblo para vivir en Sevilla. En 1932, realizó su primera gira por pueblos de la provincia sevillana y poco después actúa con Manuel Vallejo por toda España.
En 1962 obtiene el primer premio del Concurso Nacional del Cante de las Minas de La Unión. En 1987 la Cátedra de Flamencología de Jerez de la Frontera, le otorgó el Premio Nacional a la Maestría.
Su repertorio estaba formado por malagueñas, granaínas, tarantas, cartageneras y fandangos.